# 曽我村 (静岡県)
曽我村（そがむら）は静岡県の西部、佐野郡・小笠郡に属していた村である。現在の掛川市中心部の西側一帯にあたる。

## 地理
- 河川：逆川

## 歴史
- 1889年（明治22年）4月1日 - 町村制の施行により高御所村、領家村、細田村、篠場村、平野村、梅橋村、徳泉村、岡津村［大部分］、沢田村、原川町、黒田村［一部］が合併して佐野郡曽我村が発足。
- 1896年（明治29年）4月1日 - 郡制の施行により所属郡が小笠郡に変更。
- 1954年（昭和29年）3月31日 - 掛川町に編入。同日曽我村廃止。掛川町は即日市制施行して掛川市となる。

## 交通

### 鉄道
日本国有鉄道東海道本線、二俣線（現天竜浜名湖鉄道天竜浜名湖線）が通過していたが、駅は所在しなかった。

### 道路
- 国道1号（東海道）

現在は東名高速道路岡津バスストップが所在するが、当時は未開通。